# コミュニケーション・アシスト・リアルタイム・トランスクライビング
コミュニケーション・アシスト・リアルタイム・トランスクライビング（Communication Assist Realtime Transcribing）とは、1980年代に米国で開発された、自然発話をリアルタイムで固定する技術である。
電子化されたステノタイプ（速記機械）とノートパソコンを接続して、機械速記法で入力すると、自動反訳（トランスクライビング）ソフトが英文に変換して、それを校閲訂正して出力するというシステムである。当初は「Computer Aided Realtime Transcribing System」と名づけられた。現在ではアカデミー賞の授与式やオリンピックの生中継、ニュース番組の生放送時の際に、話された言葉を自動入力し、同時進行でキャプションを表示するために使用されている。
また福祉用途では、大学での講義ノートを同時進行で見せる方法としても用いられている。